# Anatolij Bałandin
Anatolij Nikiforowicz Bałandin (ros. Анато́лий Ники́форович Бала́ндин, ur. 14 lipca 1927 w Orenburgu, zm. 2014 tamże) – radziecki działacz partyjny i państwowy.

## Życiorys
W 1952 ukończył studia w Instytucie Rolniczym w Czkałowie (obecnie Orenburg), w latach 1952-1957 był głównym agronomem i dyrektorem stanicy maszynowo-traktorowej, od 1954 członek KPZR, w latach 1957-1959 instruktor Wydziału Rolnego Komitetu Obwodowego KPZR w Czkałowie/Orenburgu. W latach 1959–1962 I sekretarz rejonowego komitetu KPZR w obwodzie orenburskim, między 1962 a 1964 dyrektor Terytorialno-Produkcyjnego Zjednoczenia Kołchozowo-Sowchozowego w obwodzie orenburskim, w 1964 kierownik Wydziału Rolnego Orenburskiego Wiejskiego Komitetu Obwodowego KPZR. Do 23 grudnia 1964 II sekretarz Orenburskiego Wiejskiego Komitetu Obwodowego KPZR, od 23 grudnia 1964 do lutego 1966 sekretarz Orenburskiego Komitetu Obwodowego KPZR, od lutego 1966 do grudnia 1980 przewodniczący Komitetu Wykonawczego Orenburskiej Rady Obwodowej. Od 22 grudnia 1980 do 25 sierpnia 1989 I sekretarz Komitetu Obwodowego KPZR w Orenburgu, od 3 sierpnia 1981 do 2 lipca 1990 członek KC KPZR, od sierpnia 1989 na emeryturze. Deputowany do Rady Najwyższej ZSRR VI kadencji.

## Odznaczenia
- Order Lenina (dwukrotnie)
- Order Rewolucji Październikowej
- Order Czerwonego Sztandaru Pracy (dwukrotnie)